# 張鐩
張鐩（？—？），字冲甫，號坤生，直隶保定府安肃县人。明朝政治人物。

## 生平
萬曆四十六年（1618年）戊午科順天鄉試舉人，天啓二年（1622年）壬戌科進士，吏部观政。五年授官中书舍人，崇祯三年（1630年）本省同考，不久告病归乡。

## 家族
父张养奎。